# Nhà thờ Asunción (Albacete)
Nhà thờ Asunción (Tiếng Tây Ban Nha: Iglesia de la Asunción) là một nhà thờ nằm ở Albacete, Tây Ban Nha. Nó được công nhận là Bien de Interés Cultural năm 1982.